# Galleda i con

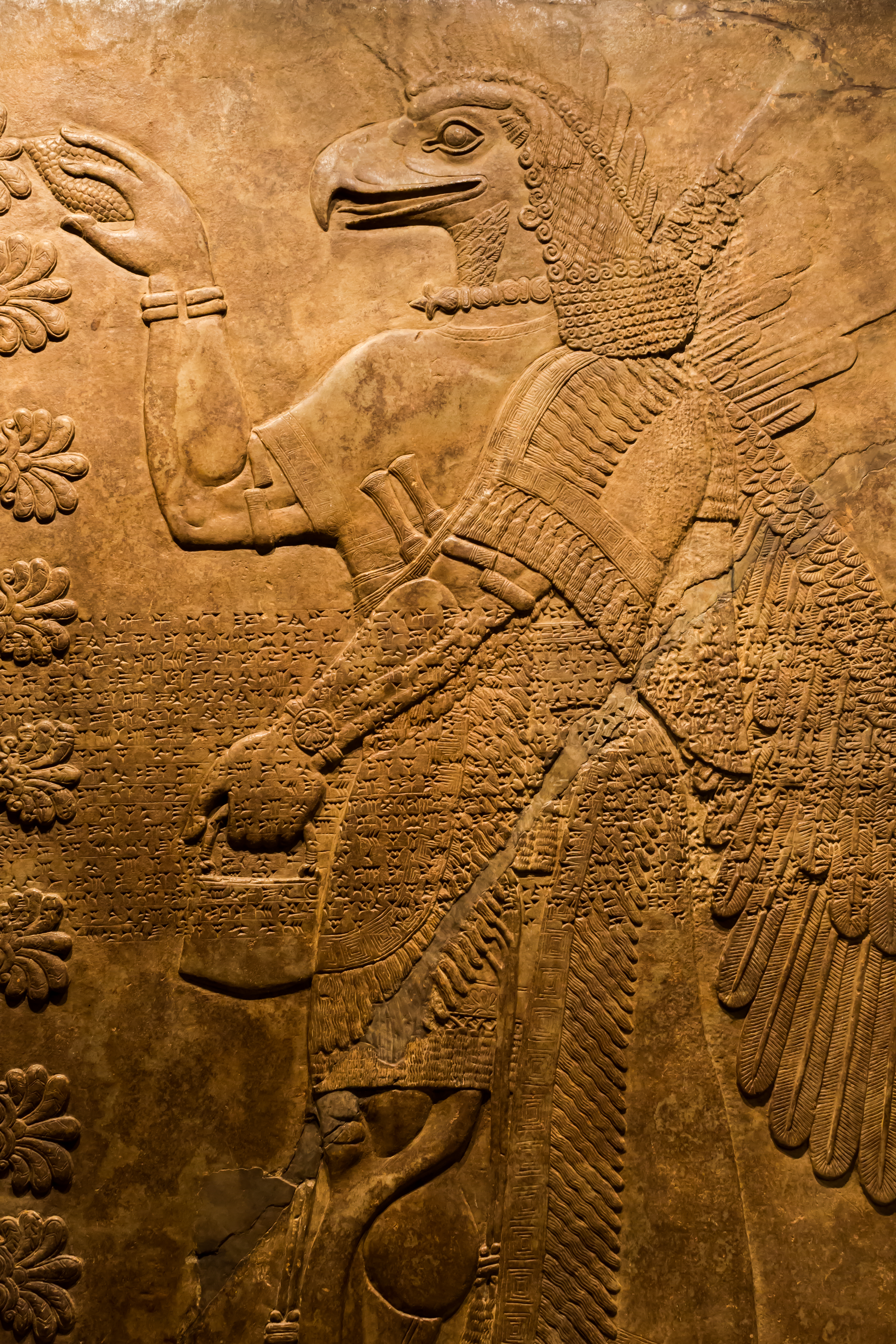
Un geni protector amb cap d'àguila portant una galleda i un con, al costat d'un arbre estilitzat. Relleu del palau de Ashurnasirpal II, Los Angeles County Museum of Art.

Galleda i con són dos atributs que sovint porten a les mans els genis alats representats en l'art de Mesopotàmia, especialment en l'art de l'Imperi Neoassiri (911-605 aC) en relleus de palaus d'aquest període. De vegades només porten la galleda, i l'altra mà està aixecada fent el que podria ser un gest de benedicció.
Sovint aquests objectes es mostren associats a un arbre estilitzat, davant de decoracions florals, a figures guardianes, al rei o els seus assistents i a portes obertes. Aparentment el con se sostenia a la mà dreta i la galleda penjava de la mà esquerra de la figura, que és un geni alat, un dimoni o un monstre (encara que no necessàriament amb connotacions negatives); només ocasionalment aquests atributs els porta una figura humana.
Pel que fa a la identitat d'aquests objectes, el con normalment s'identifica amb un con de pinya de pi de Xipre (Pinus brutia), encara que una altra identificació habitual és amb la inflorescència masculina de la palmera de dàtils (Phoenix dactylifera), o amb un model d'argila que imita el con d'una o l'altra. Se suposa que la galleda està feta de metall o de cistelleria, i es pensa que pot portar aigua, pol·len o les dues coses.
Encara que són molt rars els textos que parlen del significat d'aquests objectes, sembla probable que s'usessin en rituals de purificació, com indiquen els seus noms en accadi: banddudû ‘galleda’ i mullilu ‘purificador’. En tal cas, el con es ficaria en la galleda abans d'agitar-lo per purificar ritualment una persona o un objecte. D'altra banda, l'estreta associació dels objectes amb represenacions d'arbres estilitzats ha portat a la hipòtesi que representen una fertilització. En tal cas, el pol·len de la flor masculina s'estaria escampant sobre l'arbre.